# 84 (getal)
84 (vierentachtig) is het natuurlijke getal volgend op 83 en voorafgaand aan 85.

## In de wiskunde
- Vierentachtig is een Harshadgetal.
- Het is ook een driehoekig piramidegetal.

## Overig
84 is ook:
- Het jaar A.D. 84 en 1984.
- Het landnummer voor internationale telefoongesprekken naar Vietnam.
- Het atoomnummer van het scheikundig element Polonium (Po).
- Het totaal aantal stenen in het spel Blokus.
- Het product van 2 "heilige" getallen: 7 en 12.

Het symboliseert ook het leven als een cyclus van vier "seizoenen" (groeien - uitbouwen - vasthouden - loslaten) van elk 21 jaar (ook weer het product van de heilige getallen 3 en 7).